# José Razzano
José Francisco Razzano (Montevideo, 25 febbraio 1887 – Buenos Aires, 30 aprile 1960) è stato un cantante e compositore uruguaiano.

## Biografia
Nato a Montevideo, a soli due anni si trasferì con la madre a Buenos Aires in seguito alla morte prematura del padre. Nella capitale argentina crebbe nel popolare quartiere di Balvanera. Essendo uruguaiano iniziò ad essere conosciuto come Pepe El Oriental o El Orientalito. Nel 1903 cantò nella Compañía Dramática Nacional di Adriana Cornaro e si esibì, tra l'altro, nella commedia Justicia Humana di Agustín Fontanella e in Calandria di Martiniano Leguizamón. Nel 1911-12 ebbe un contratto con l'etichetta Victor e vi registrò dieci canzoni popolari, tra cui La china fiera in duo con Francisco Martino.
Le esibizioni con Francisco Martino, Carlos Gardel e Saúl Salinas portarono alla formazione del duo Gardel-Razzano. Con Gardel, Razzano fece tournée in Uruguay, Brasile, Cile e Spagna, finché nel 1925 dovette smettere di cantare per problemi vocali. Accompagnò quindi Gardel come agente e segretario privato. Nel 1928 prese lezioni di canto con Josefina Hols de Schusselin per riprendere la sua carriera di cantante. Incise Tango Zaraza e diverse canzoni popolari, ma non riuscì a ripetere il successo precedente. Le ultime registrazioni del duo Gardel-Razzano, effettuate alla fine del 1929, furono i tanghi Claveles mendocinos e Serrana impía. Razzano registrò le sue ultime canzoni nel 1931-32.
In seguito, Razzano fu l'agente del cantante Charlo per diversi anni. Dopo il tango Ponchito de vicuña (1932), Razzano compose diversi tanghi e milonghe negli anni quaranta. Con la milonga Compadre que le va a hacer vinse il secondo premio al Concurso de Música Popular della Sociedad Argentina de Autores y Compositores (SADAIC) nel 1951. José Cimarro gli dedicò il Tango Pepe (A José Razzano) nel 1953, che fu registrato dall'orchestra di Alfredo Attadía.